# Olga Hudig
Olga Hudig (Rotterdam, 4 maart 1918 – Buren, 7 augustus 2006) was een Nederlands verzetsstrijdster tijdens de Tweede Wereldoorlog.

## Levensloop
Olga Hudig werd geboren in Rotterdam, als dochter van Jan Hudig en Emma Roos. Ze was een nicht van Han Hudig. In 1936 slaagde ze voor het eindexamen gymnasium bèta aan het Gemeentelijk Lyceum voor Meisjes, aan de Witte de Withstraat. Ze ging vervolgens studeren in Utrecht, waar ze lid werd van de UVSV. Daar raakte ze bevriend met Hetty Voûte, met wie ze onder meer roeide en in het bestuur van de vereniging zat. 
Hudig woonde aan het begin van haar studie op Mariahoek 7. In 1940 verhuisde ze naar Jansdam 7bis en in 1941 naar Nobelstraat 13bis.

### Tweede Wereldoorlog
Hudig begon al vroeg in de oorlog met verzetswerk. Samen met Voûte bestudeerde ze Duitse verdedigingswerken aan de kust bij Noordwijk. Voûte gaf deze informatie vervolgens door aan een vriend van haar broer, Jo van Koeverden in Buren, maar hield zijn naam voor Hudig verborgen. Ze noemden hem onderling "tante Jo". Ook brachten Hudig en Voûte samen Joodse kinderen onder, die ze overnamen van de Westerweelgroep in Loosdrecht. Eind 1942 werd hun gezamenlijke activiteiten minder intensief, aangezien Voûte voor het Utrechts Kindercomité ging werken.
In 1943 ging ook Hudig voor het Kindercomité aan de slag. Zo regelde ze, via haar contacten met andere verzetsgroepen, nieuwe onderduikadressen. Toen na de mislukte aanslag in Esch Hetty Voûte werd gearresteerd, deed Hudig pogingen om haar vrij te krijgen. Ze ging daarvoor op zoek naar hun oude spionagecontact "tante Jo", omdat ze wist dat deze al eens erin geslaagd was om mensen uit Duitse gevangenissen los te praten. Na enig speurwerk kwam ze erachter dat tante Jo een man was. Jo van Koeverden kon echter niet helpen.
Na de arrestatie van Ankie Stork, in mei 1944, is Hudig, met hulp van Jo van Koeverden, ondergedoken. Samen met haar zus To woonde ze tot aan het einde van de oorlog op een onderduikadres in de Koekoekstraat.

### Na de oorlog
In 1945 was ze lid van de Utrechtsche Studentencontactgroep. In 1947 behaalde ze haar doctoraalexamen Farmacie. In hetzelfde jaar trouwde ze met Jo van Koeverden. 
Hudig overleed in 2006. Ze ligt begraven op de Rooms-katholieke begraafplaats in Buren.